# Parafia św. Józefa w Central Falls
Parafia św. Józefa w Central Falls (ang. St. Joseph Parish) – parafia rzymskokatolicka  położona w Central Falls, Rhode Island, Stany Zjednoczone.
Była ona jedną z wielu etnicznych, polonijnych parafii rzymskokatolickich w Nowej Anglii. Nazwa parafii jest związana z kultem św. Józefa.
Ustanowiona w 1905 roku.